# تفكير تحليلي
يشير مصطلح التفكير التحليلي إلى : " نمط من التفكير يقوم فيه الفرد بتجزئة المادة التعليمية إلى عناصر ثانوية أو فرعية. وإدراك ما بينها من علاقات أو روابط, مما يساعد على فهم بنيتها, والعمل على تنظيمها في مرحلة لاحقة.

## مهارات التفكير التحليلي
عُرِّفت مهارات التفكير التحليلي بأنها " القدرة على تحديد الفكرة أو المشكلة ، وتحليلها إلى مكوناتها ، وتنظيم المعلومات اللازمة لصنع القرار ، وبناء معيار للتقويم ووضع الاستنتاجات الملائمة ، وأهم مهارات التفكير التحليلي:
1. تحديد السمات أو الصفات : القدرة على تحديد السمات العامة للأشياء ، أو القدرة على استنباط الوصف الجامع .
2. تحديد الخواص : القدرة على تحديد الاسم أو اللقب أو الملامح الشائعة والصفات المميزة للأشياء والكائنات .
3. علاقة الجزء بالكل : علاقة الأشياء ومكوناتها ، بمعنى معرفة الأجزاء الصغيرة التي تكون الكل ، ثم معرفة ماذا يحدث للكل لو لم يوجد هذا الجزء منه ومعرفة وظيفته بالنسبة للكل .
4. إجراء الملاحظة : القدرة على اختيار الخواص والأدوات والإجراءات الملائمة التي ترشد وتساعد في عملية جمع المعلومات .
5. التتابع : ترتيب الحوادث أو الفقرات أو الأشياء أو المحتويات بشكل منظم ودقيق أو انه يعني وضع الأشياء بتنظيم محدد يتم اختياره بعناية فائقة .
6. التفرقة بين المتشابه والمختلف : أي القدرة على تحديد أوجه التشابه وأوجه الاختلاف بين بعض الموضوعات أو الأفكار أو الأحداث . أو تحديد الأشياء المتشابهة والأشياء المختلفة ضمن مجال محدد .
7. المقارنة والمقابلة : أي القدرة على المقارنة بين شيئين أو شخصين أو فكرتين أو أكثر من عدة زوايا ورؤية ما هو موجود في احدهما ومفقود في الآخر .
8. التصنيف : أي القدرة على تصنيف المعلومات وتنظيمها ووضعها في مجموعات ، أي تجميع الأشياء أو العناصر المتشابهة في مجموعة بناءً على سمات أو خصائص أساسية تم بناؤها مسبقاً .مثال : استخرج الكلمات المنونة في الدرس ، ثم ضعها في ثلاث قوائم بحسب نوع التنوين .
9. بناء المعيار : تحديد وتقدير المعايير الأكثر فائدةً التي يمكن استخدامها في تقييم عناصر أو بنود لأهميتها ، من اجل التوصل إلى أحكام معينة .
10. الترتيب ووضع الأولويات وعمل المتسلسلات : أي القدرة على وضع البنود أو الأحداث في تسلسل بناءً على قيم نوعية أو ترتيب الأشياء أو الأفكار وفقًا لترتيب معين ، ومن أنواع التسلسل ، الترتيب بحسب التسلسل الأبجدي أو الترتيب الزمني ، أو بحسب الفائدة في مجال معين أو بحسب قيمة الشيء .
11. رؤية العلاقات : المقارنة بين الأفكار والأحداث لتحديد النظام بين اثنتين أو أكثر من العمليات .
12. إيجاد الأنماط : أي القدرة على التعرف على الفروق الخاصة بين اثنتين أو أكثر من الخصائص في علاقة تؤدي إلى نسق مكرر.
13. التخمين / التنبؤ / التوقع : القدرة على استخدام المعرفة السابقة ، أو المقارنة ، أو التباين ، والعلاقات المحددة في تحديد أو توقع أحداث مشابهة في المستقبل ، أو هي استخدام المعرفة السابقة لإضافة معنى للمعلومات الجديدة .
14. تحديد السبب والنتيجة : أي القدرة على تحديد الأسباب أو النتائج الكبرى والأكثر قوةً ، لأفعال وأحداث.
15. إجراء القياس :تحديد العلاقات بين بنود مألوفة أو أحداث مألوفة ، وبنود وأحداث مشابهة في موقف جديدة بغرض حل مشكلة أو إنتاج إبداعي.
16. التعميم : يستخدم لبناء مجموعة من العبارات والجمل التي تشتق من العلاقات بين المفاهيم ذات الصلة أو بناء جمل أو عبارات يمكن تطبيقها في معظم الظروف والأحوال إن لم يكن في جميعها.

## سلوكيات المتدرب عند استخدامه لمهارات التفكير التحليلي[2]
السلوك الأول: يحدد الفكرة أو المشكلة مع مكوناتها.
السلوك الثاني: يبحث وينظم المعلومات ويحدد الأولويات.
السلوك الثالث: يبني معيارًا ويضع اقتراحات للحل.
السلوك الرابع: يطبق الحلول ويقوِّمها.

## استراتيجيات تعليم التفكير التحليلي
عندما يأتي موقف ما ضمن قصة من المناسب استخدام الأسلوب القصصي، وبعد عرض القصة يتم التوقف عند كل موقف من المواقف المتضمنة فيها والسير في تناول الموقف حسب الخطوات الآتية:
الخطوة الأولى: عرض الموقف.
الخطوة الثانية: تحليل الموقف.
الخطوة الثالثة: مناقشة الاحتمالات والآراء وترجيح الأفضل منها.
الخطوة الرابعة: استخلاص المبادئ والدروس والعبر ( القيم والاتجاهات) في هذه الخطوة.

## مواضيع متعلقة
مهارات تحليلية
التفكير النقدي
التفكير فوق المعرفي
تعليم التفكير